# Eurotours International
Eurotours International ist ein österreichisches Touristikunternehmen mit Sitz in Kitzbühel/Tirol.
Es gehört zu 100 Prozent zur Österreichisches Verkehrsbüro Aktiengesellschaft, dem größten und ältesten österreichischen Tourismuskonzern, und ist die größte Incoming-Agentur Mitteleuropas sowie einer der größten Direkt-Reiseveranstalter in Mitteleuropa.

## Geschichte

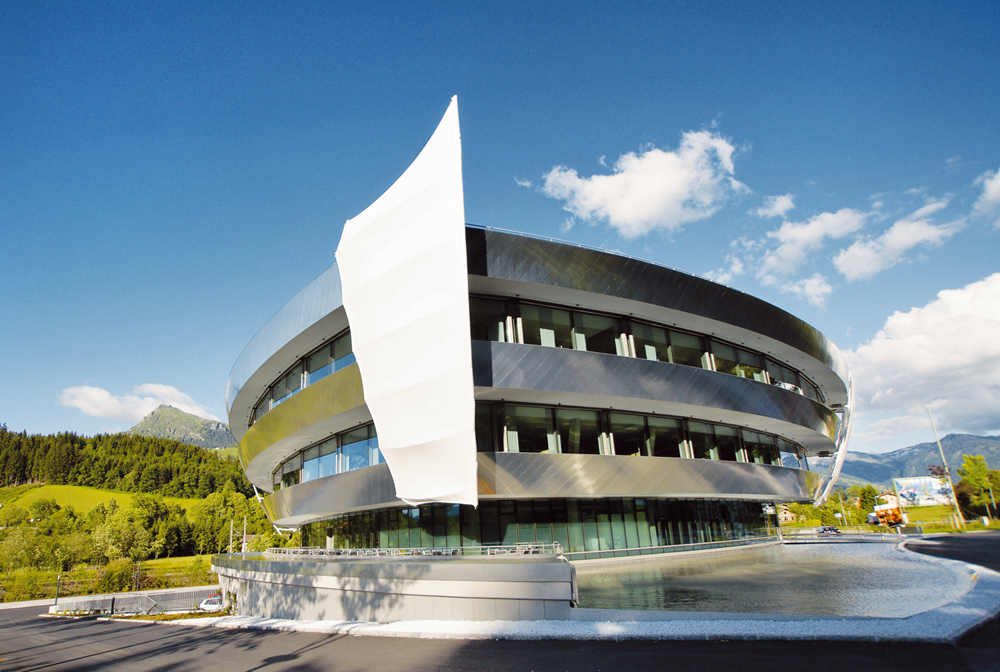
Eurotours International Zentrale in Kitzbühel, Österreich

Eurotours wurde 1980 von Hans-Dieter Toth gegründet. Bis 1998 hat Toth die Firma zum größten Incomingunternehmen Österreichs ausgebaut. Die erste touristische Vorteilskarte, Familienpauschalen oder auch die Verwirklichung der All-Inclusive-Idee in der kleinstrukturierten Ferienhotellerie in den Alpen sind Entwicklungen des Unternehmens.
Mit 350 Mitarbeitern vermarktet Eurotours die touristischen Angebote Österreichs und seiner Nachbarländer weltweit und deckt dabei alle Formen des organisierten Reisens ab: von Individualreisen in Ferienregionen und im Städtebereich bis hin zu Gruppenreisen, Incentives und Conventions.
Eurotours kooperiert mit 4.000 Leistungsanbietern sowie mehr als 1200 Reiseveranstaltern aus 64 Ländern.
Im Jahr 2003 begann die Zusammenarbeit mit Aldi. 2014 konnte die Passagierzahl auf knapp 1,3 Mio. gesteigert werden. Der Umsatz legte im gleichen Zeitraum auf EUR 260 Mio. zu.